# Estadio Bautista Gargantini
El Estadio Bautista Gargantini es un estadio de fútbol ubicado en el Parque General San Martín de la ciudad de Mendoza, provincia homónima, Argentina. También es conocido como «La Catedral del Parque». Fue inaugurado el 5 de abril de 1925 y cuenta con una capacidad aproximada de 24 000 espectadores.

## Historia
El terreno donde hoy se ubica este estadio, fue cedido en el año 1923 al Club Independiente Rivadavia por parte del gobernador Lencinas. Lo que se buscaba era terminar con la desigualdad social que se vivía en Mendoza por aquellos años y se aprovechó la gran popularidad de Independiente para poder incluir a las personas menos pudientes. Se demolió el muro que estaba ubicado sobre Boulogne Sur Mer y se construyó el Estadio Bautista Gargantini. 
Fue inaugurado el 5 de abril de 1925, en un partido que disputó el dueño de casa contra Peñarol en donde ganaron los Manyas por 2 a 0.
Conocido como La Catedral por su fisonomía, tiene como elemento emblemático la tribuna oeste, que fue la primera tribuna de cemento del país. Construido sobre terrenos que antiguamente se utilizaban para enfermos de Lepra, este estadio fue pionero en términos de seguridad y capacidad a nivel nacional. A lo largo de la historia fue sufriendo transformaciones, fueron desarmadas las antiguas populares y dieron lugar a la tribuna más grande de Mendoza en 1965, tribuna Salvador Iúdica. Luego se completaría la tribuna este y en 2011 el presidente Daniel Vila, completaría la popular norte para el público visitante con una capacidad aproximada de 4000 personas, quedando así por reglamento de AFA como el segundo estadio de más capacidad de Mendoza luego del Malvinas Argentinas.
En octubre del 2008, se reinauguró el estadio con festejos y varias modificaciones que incluyeron la anulación de alambrado en la zona de plateas, la reconstrucción de la zona de vestuarios y la de los bancos de suplentes, los accesos a las tribunas, y la separación del público mediante un foso, fueron las obras más destacadas.
También añadió la modalidad de ingreso digital al estadio azul, inédita para el fútbol argentino, la Lepra amplió sus festejos con variados espectáculos la tan anhelada reinauguración de su casa.
Para el futuro, un estadio de esta envergadura no espera menos que ser vanguardista en el país, Daniel Vila anunció una nueva remodelación que incluye agrandar la capacidad del estadio Bautista Gargantini, con la construcción de 32 palcos equipados con asientos, mesas, aire acondicionado, servicio de cáterin y televisores LCD, entre otras comodidades, de los cuales 10 fueron vendidos en tiempo récord a u$s 40 000 cada uno. Junto con esta obra se buscará expandir en 33 por ciento el techo sobre la platea oficial, donde se buscará mayor comodidad para los espectadores. Para acceder a ese lugar, se instalarán dos ascensores que se ubicarán en el sector de ingreso sudoeste del estadio.
En 2011 Independiente, gracias a Daniel Vila construyó la anhelada tribuna popular norte. Tiene una capacidad aproximada de 4000 personas.

## Galería
|                                           |
| El Bautista Gargantini entre 1925 y 1930. |

|                                              |
| Vista de la platea Este del estadio en 2007. |

|                                                  |
| Vista de la popular Sur y parte del platea Este. |

|                                               |
| Vista del ingreso a la sede del club en 2010. |

|                                             |
| La hinchada del club en el estadio en 2013. |